# 西洋占星術
西洋占星術（英語：Western Astrology），是在西方世界從上古時期的美索不達米亞文明一直發展到今日而來的占星術體系，一般所說的「星座」，通常都是指這種占星術。西洋占星術主要理論奠定是得自於公元2世紀的克劳狄乌斯·托勒密的《占星四書》，此書所言的占星論斷理論與技巧繼承了巴比倫與希臘化世界傳統。因為難以證明星座與人類性格及遭遇有關，西洋占星術在注重理性與科學的今日經常被當成是一種偽科學。一項始於1958年並針對2000多名在英國倫敦一帶出生且出生時間彼此只差幾分鐘的人做的長期追蹤研究顯示，這些人彼此間在性格、職業、智能、焦慮等級、各項技能的能力各方面的表現，皆不相似，而根據占星術的理論，這些人在這些方面應該彼此會非常相似；另外對於700多名占卜師的研究顯示，儘管這些占卜師對自己的預測相當有自信，但他們的預測結果並不優於亂猜所得到的結果。
西洋占星術主要是將黃道帶人爲劃分為十二個隨中氣點移動（與實際星座位置不一致）的均等的區域以分別充當實際的黃道星座。因為西洋占星術體系使用了這些人爲劃分的區域充當天象作為理論基礎，進而依循「上行、下效」原則反映、支配著人類活動，因此十二星宮代表了十二個基本人格型態或感情特質。如同在东亚地区的一些民族根據出生年份所代表的动物来定义一个人的生肖，在很多国家，一个人的出生月份就以星座来对应。西洋占星術就是試圖對應人的出生時間和這些均等劃分的區域来解釋人的性格和命運。西洋占星術通常分为僞恒星年派和中氣春分年派两支，但僞恆星年派只不過是基於中氣年派的每個等分時間點再加上25.5日，與真正的恆星年或恆星時毫無關係。
出生時間與等分星宮的對應參見黃道帶#黃道星座，由於中氣春分年與公曆曆法有差異，不同年份會前後相差1到2天，與中國農曆的二十四節氣各個「中氣」之間的距離吻合，中氣時間的計算準確至分鐘（並非子時開始），亦是等分星宮的界線，每年均有差異。此外，雖然天文學上的十三個IAU黃道星座有相對于春分點（或太陽）的歲差問題，現在的天文學星座与西洋占星術起源時期（新巴比伦王朝的創建，626 B.C.）相比已經有約36.85°的歲差，但是西洋占星術所使用的等分星宮沒有歲差問題，因爲白羊宫的起點就設在春分點上。

## 概述

### 占星學術語
英文的文獻中，占星學上使用的黃道十二星座的術語是採用sign一詞，大概意義是指稱黃道帶上的符號、跡象、徵兆或是標記；而天文學上所稱謂的星座在英文中是採用constellation一詞，指稱的則是星羣的意思。
horoscope一詞意思是表示天宮圖、誕生時的星位、占星、星占、星象。astrology則是占星術、占星學。

## 两岸三地的传播
在六世記（隋朝），佛教經典《大方等大集經》翻譯成中文，也將西洋占星術傳入中國。蘇軾曾自述：「僕乃以磨蝎為命，平生多得謗譽」，「磨蝎」即是現代稱的摩羯座。
現代流行主要源自占星师琳达·古德曼的《星座·爱情·婚姻》，1982年引入台译版。20世纪90年代，大陆星座文化迎合了港台改造星象学的潮流，开始融合属相、血型、面相、姓名等中国元素，艾丽嘉《1993年的你：星座运程》是大陆第一本星座运程类读物，这一时期的大众媒介开始大量关注明星的星座特征，十二星座开始在内地流行。同一时期，动画片《圣斗士星矢》的热播使得星座文化在青少年群体中爆发，2000年后随着网络普及进一步发展。台湾的星座文化流行始于1994年。消费时代的文化背景下，以商业利益为内驱力的大众媒介联手商家打造星座系列产品，客观上加速了星座文化的形成和传播。
中国星座文化并非西方占星术的原版复制，而是港台及大陆大众媒介嫁接、加工之后的成果。星座在中国已经超出它本身所代表的一种占卜方式，发展成为一种体系完备、自我生长的中国“星座学说”。
青年是星座学说的主体关注人群，根据对2011至2021年间百度搜索指数的分析，在关键词“星座”的搜索网民中，19岁及以下、20~29岁、30~39岁、40~49岁、50岁及以上分别占比18.34%、45.15%、27.08%、6.97%、2.46%。星座文化在一定程度上扮演了心理暗示或者心理疏导的作用，青年人能够熟练运用星座这一符号话语，但是他们并不深究背后的知识体系，也不是必然将星座运势作为行事的依据。星座文化对于当代青年人而言更多是一种社交方式，但也恰恰是一部分人走向命理信仰纵深处的切入点。有学者认为需要警惕青年群体中持续高温的“星座热”的可能性危害，星座学说及其所默认的超验性“神秘力量”作为信仰客体对青年主体精神的主宰与行为的规训，需要引起社会的足够重视。

### 腳註
1. ↑  岁差的周期性常量約為 25,772 年（即約 25,772年 偏移 360°），每年当太阳返回中氣春分點时，它相对于背后群星的位置将西移约 50.3 弧秒，即约 71.6 年偏移 1°。在二十八世紀（即 2700 A.D.），太陽相對于實際的星座將再偏移9.6°，從而退出双鱼座，進入寶瓶座的經度。
2. ↑  星宮就是西洋占星術中相鄰的兩個等分中氣點之間的範圍，與星座毫無關係。

### 引用
1. ↑  One quarter of Britons, Canadians & Americans believe in astrology （页面存档备份，存于）. astrology.co.uk, retrieved May 31, 2017.
2. ↑  .   [2019-04-05]. （原始内容存档于2019-05-02）.
3. ↑  Jeff Mayo, Teach Yourself Astrology, p 35, Hodder and Stoughton, London, 1979
4. 1 2  黄琼; 李正良. . 新闻爱好者. 2011, (20): 98–99. doi:10.16017/j.cnki.xwahz.2011.20.040. CNKI XWAH201120055.
5. ↑  孙庆秀. . 青年记者. 2012, (3): 47–48. doi:10.15997/j.cnki.qnjz.2012.03.026. CNKI QNJZ201203036.
6. ↑  瞿海源.  (PDF). 暨大電子雜誌. 2003  [2022-12-26]. （原始内容存档 (PDF)于2022-12-26）.
7. ↑  马中红,杨长征 主编. . 北京: 清华大学出版社. 2016: 179. ISBN 9787302444534.
8. 1 2  刘又嘉; 刘剑锋. . 中国青年研究. 2022, (1): 43–52. doi:10.19633/j.cnki.11-2579/d.2022.0007. CNKI ZGQL202201006.
9. ↑  邢婷婷. . 文化纵横. 2019, (2): 136–142. CNKI WHZH201902019.

### 延伸閱讀
- Bennett, Jeffrey; Donohue, Megan; Schneider, Nicholas; Voit, Mark.  4th. San Francisco, CA: Pearson/Addison-Wesley. 2007. ISBN 978-0-8053-9283-8.
- Bok, Bart J.; Jerome, Lawrence E.; Kurtz, Paul. . Patrick Grim  (编). . Albany, NY: State University of New York Press. 1982. ISBN 978-0-87395-572-0.
- Carlson, Shawn.  (PDF). Nature. 1985, 318 (6045): 419–425  [2014-09-18]. Bibcode:1985Natur.318..419C. doi:10.1038/318419a0. （原始内容存档 (PDF)于2019-02-16）.
- Fenton, Sasha. . London: Aquarian Press. 1989.
- Fenton, Sasha. . London: Aquarian Press. 1991.
- Hartmann, Peter; Reuter, Martin; Nyborg, Helmuth. . Personality and Individual Differences. 2006, 40 (7): 1349–1362. doi:10.1016/j.paid.2005.11.017.
- Janis, Allen. Biswas, S. K.; Mallik, D. C. V.; Vishveshwara, C. V. , 编. . Cambridge, UK: Cambridge University Press: 233–249. 1989. ISBN 978-0-521-34354-1. |chapter=被忽略 (帮助)
- Lewis, C. S. . Cambridge University Press. 1994 [1964]. ISBN 978-0-521-47735-2.
- Lilly, William. David R. Roell , 编. . Astrology Center of America. 2005 [1647]. ISBN 9781933303024.
- Lindberg, David C. . Jeremiah Hackett  (编). . Studien und Texte zur Geistesgeschichte des Mittelalters 57. Brill. 1997: 243–275. ISBN 9789004100152.
- Lofthus, Myrna. . Sebastopol, CA: CRCS Publications. 1983.
- Mayo, Jeff. . London: Hodder & Stoughton. 1991.
- Parker, Julia; Parker, Derek. . New York, NY: Crescent Books. 1990.
- Parker, Julia; Parker, Derek. . Dorling Kindersley. 2007.
- Pelletier, Robert; Cataldo, Leonard. . London: Pan Books. 1984. ISBN 9780330284769.
- Pottenger, Maritha. . San Diego, CA: ACS Publications. 1991. ISBN 9780935127140.
- Smith, A. Mark. . Ptolemy; A. Mark Smith  (编). . Transactions of the American Philosophical Society 86. American Philosophical Society. 1996: 1–59. ISBN 9780871698629.
- Weiss, Piero; Taruskin, Richard. .  2nd. Cengage Learning. 2007: 2–5. ISBN 9780534585990.
- Wood, Chauncy. . . Princeton University Press. 1970: 298–305.
- Zarka, Philippe.  (PDF). Proceedings of the International Astronomical Union. 2011, 5 (S260): 420–425  [2020-11-08]. Bibcode:2011IAUS..260..420Z. doi:10.1017/S1743921311002602. （原始内容存档 (PDF)于2020-11-12）.

## 外部連結
- The Astrotest （页面存档备份，存于） - 關於占星術預測力的測試並參考其他實驗的說明網頁。